# Eurysternus angustulus
Eurysternus angustulus là một loài bọ cánh cứng trong họ Bọ hung (Scarabaeidae).